# Praça Tiradentes (Rio de Janeiro)
A Praça Tiradentes é um logradouro localizado no Centro da cidade do Rio de Janeiro, no Brasil.

## História

### Os séculos XVII e XVIII
O logradouro originou-se no século XVII, a partir do desmembramento do Campo de São Domingos. Inicialmente chamou-se Rossio Grande, numa referência ao Largo do Rossio de Lisboa, passando a ser chamado de Campo dos Ciganos, por ter sido ocupado por tendas de ciganos.
A partir de 1747, com a construção da Igreja de Nossa Senhora da Lampadosa num terreno próximo, passou a ser conhecida como Campo da Lampadosa. No final do século XVIII, o então presidente do Senado, Antônio Petra de Bittencourt, ergueu um palacete defronte à praça (o Solar do Visconde do Rio Seco, antigo prédio do DETRAN).

### O século XIX

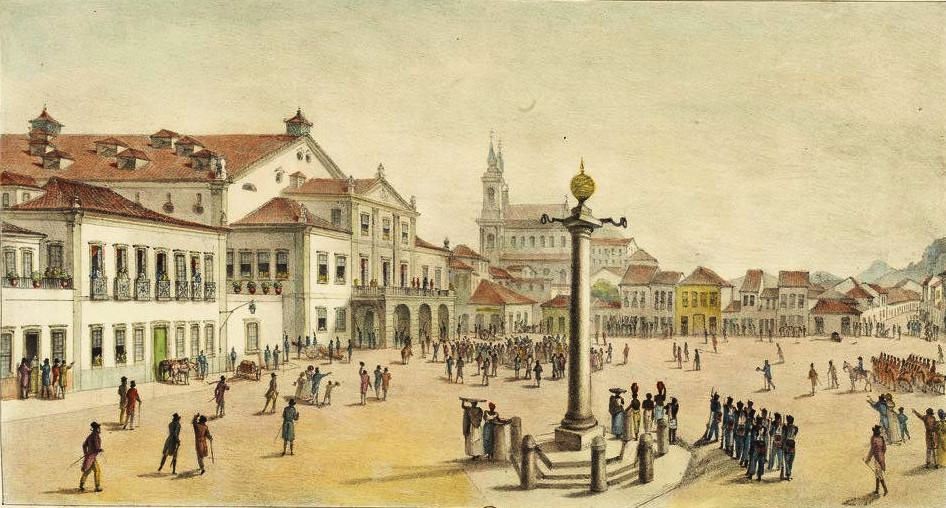
Vista do Teatro Real de São João, atual João Caetano, na então Praça da Constituição, atual Tiradentes. Pintura de Jean Baptiste Debret (cerca de 1834).

A partir de 1808 a praça passou a ser chamada de Campo do Polé, devido à instalação de um pelourinho no local.
Em 1821 o príncipe-regente, D. Pedro de Alcântara, jurou fidelidade à Constituição Portuguesa então em elaboração na sacada do Real Teatro São João (onde hoje se localiza o Teatro João Caetano), na imediação da praça, razão pela qual ela adquiriu o nome de Praça da Constituição.
Em seu centro foi inaugurada em 1862 a estátua equestre de D. Pedro I, com projeto de João Maximiano Mafra, executado pelo escultor francês Louis Rochet a mando do imperador Pedro II do Brasil. Em 1865, a praça recebeu mais quatro estátuas, em estilo clássico, representando as quatro virtudes das nações modernas: a Justiça, a Liberdade, a União e a Fidelidade, em ferro fundido, da Fundição Val d'Osne.
Em 1872 nela foi inaugurado o "Theatre Franc-brésiliene", atual Teatro Carlos Gomes. Em 1890, a praça adquiriu o seu atual nome, em comemoração ao centenário da morte de Tiradentes, que aconteceria dois anos depois. Tiradentes, conspirador e mártir da Inconfidência Mineira, foi executado próximo à praça, na esquina da rua Senhor dos Passos com a avenida Passos.
No século XIX, esta praça era o centro da vida mundana e de lazer da cidade. Aqui se situavam o Teatro São Pedro de Alcântara (atualmente Teatro João Caetano), o Teatro Variedades (demolido em 1940), a sala de café-concerto Maison Moderne (demolido em 1940) e o famoso restaurante Stadt Munchen, que funcionava pela madrugada dentro, servindo clientes que chegavam dos teatros.

### Do século XX aos nossos dias
Durante a efervescência cultural do final do século XIX e início do século XX, ficou conhecida por ser o "ponto cem réis" dos bondes que faziam retorno para o bairro da Muda. Durante essa época, a cantora lírica brasileira Bidu Sayão morou numa casa no número 48 da praça.
Possui, em seu entorno, dois dos mais importantes teatros da capital fluminense: o Teatro Carlos Gomes e o Teatro João Caetano.

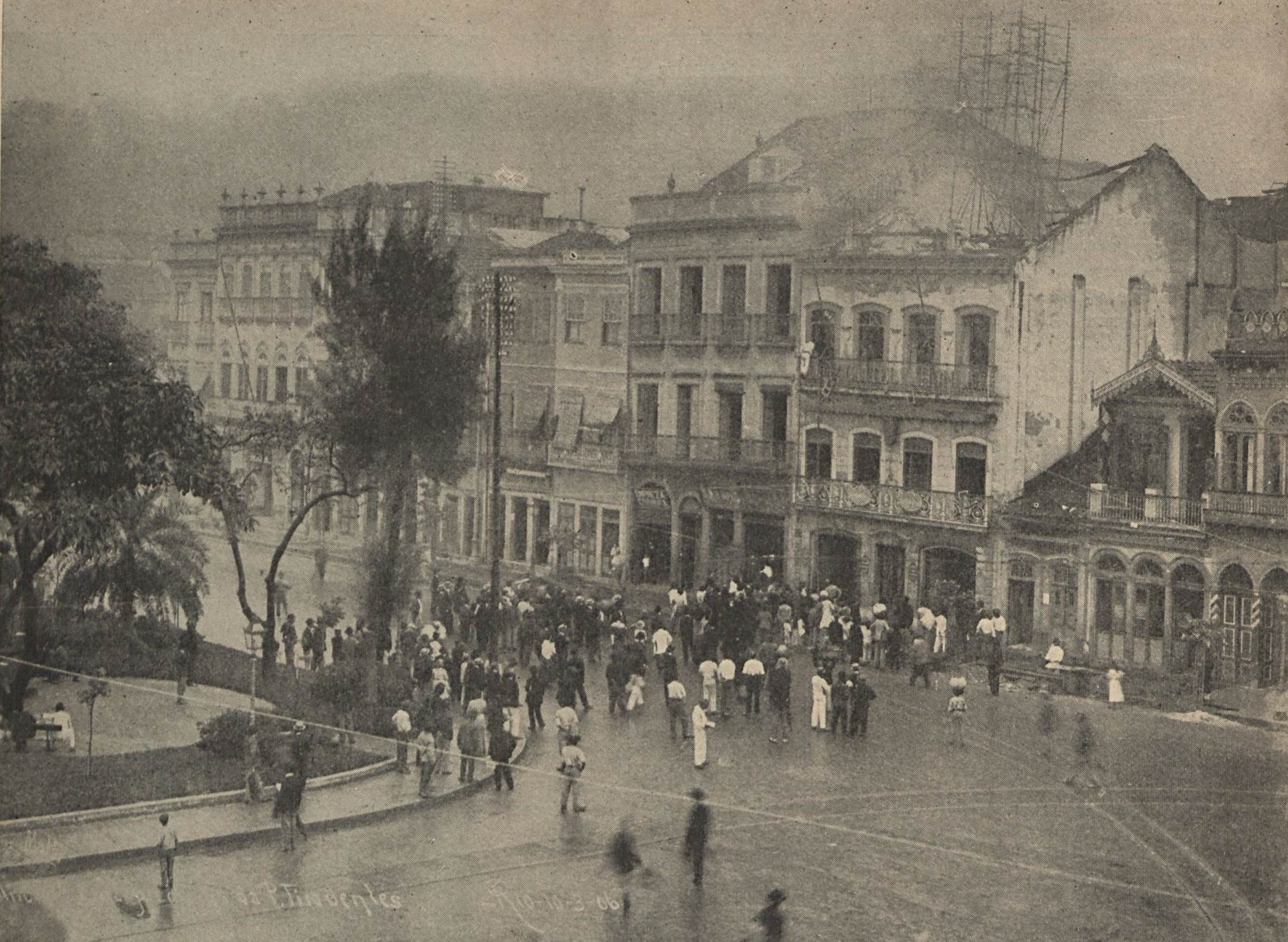
Incêndio no prédio da central telefônica em 10 de março de 1906.

Também em seu entorno se localizam alguns estabelecimentos tradicionais centenários, como o Real Gabinete Português de Leitura, a primeira central telefônica da antiga Companhia Telefônica Brasileira (destruída por um incêndio em 1906, mas reconstruída), a Sapataria Tic-Tac (que criou fama na época do pós-Segunda Guerra Mundial por se especializar em cravejar tachinhas de ferro nas extremidades do solado dos calçados), a Gafieira Estudantina, o Bar Luiz e outros já não mais existentes, como a Camisaria Progresso.
Foi ainda afamado ponto de boemia e de meretrício da história da cidade, uma tradição que remontou ao século XIX e que apenas se extinguiu no local na passagem para o século XXI.
Em fins de 2011, o restaurante "Filé Carioca", localizado nos arredores da praça, explodiu, matando 3 pessoas e ferindo 17, causando grande repercussão na mídia e comoção nacional.

## Monumentos da Praça

### A escultura de D. Pedro I

Monumento a D. Pedro I no Largo do Rocio, atual praça Tiradentes.

O principal monumento da praça é a imponente estátua equestre de Dom Pedro I, inaugurada em 1862. A estátua equestre, destaca a figura de D. Pedro I vestido com o uniforme de general, segurando com a mão esquerda as rédeas, com o braço direito levantado, D. Pedro I acena com o ato da Independência do Brasil. O monumento mede 15,7 m de altura, sendo 3,30 m da base de cantaria, 6,40m da coluna onde estão os conjuntos alegóricos e mais 6m da estátua equestre.
O site Terra Vista do Céu (2014), destaca que a escultura é feita de granito, ferro e bronze. No que se refere a seu significado, representa o momento no qual foi declarada a Independência do Brasil, em 7 de setembro de 1822. Esse monumento foi realizado na França por Louis Rochet , mas foi criado pelo artista brasileiro João Maximiano Mafra.

### Os Dragões
Nas faces laterais abaixo do monumento de D. Pedro I, encontram-se as armas de Bragança, em bronze, vigiadas por dois dragões de ouro. E na moldura representada no pedestal, estão nomeadas as vinte províncias do Brasil da época, com uma coroa sobre cada uma. Já na parte superior da frente principal estão as armas do Império e a seguinte inscrição: “A Dom Pedro Primeiro, Gratidão dos Brasileiros”.

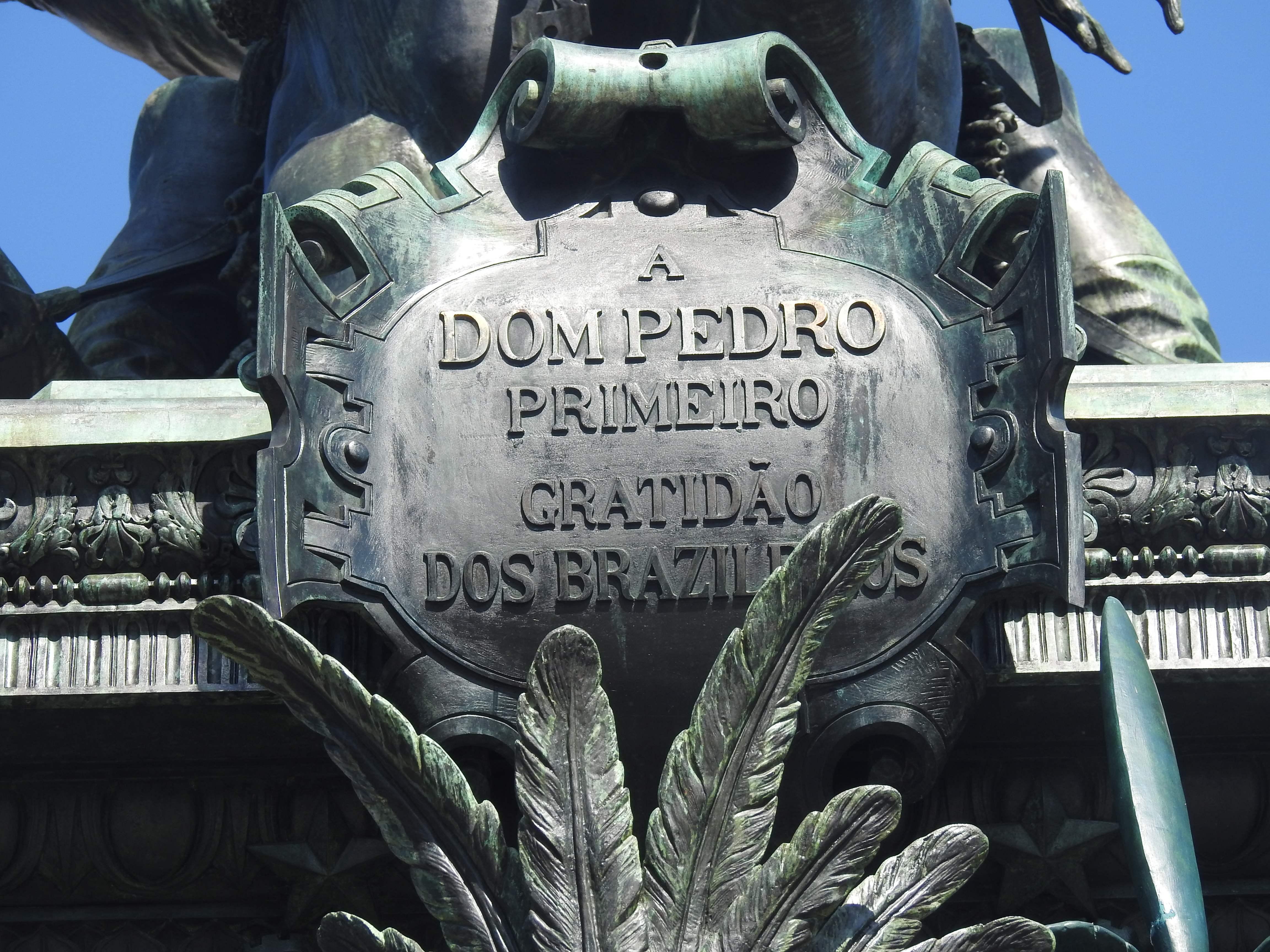
Detalhe da estátua.

Ainda segundo o site As Histórias dos Monumentos do Rio (2014), a grade que envolve todo o monumento apresenta entre círculos e alternadamente, a coroa imperial e a legenda Pedro I. Cada quina da grade possui uma coluna artisticamente ornada, que sustenta um lampião a gás, encimado por uma coroa e nas colunas estão gravadas em placas de bronze algumas datas importantes, que são:
Praça Tiradentes, Rio de Janeiro, Brasil.
```
* 
2 de outubro de 1798:
 nascimento de D. Pedro I;
* 
6 de novembro de 1817:
 primeiro casamento de D. Pedro l;
* 
17 de outubro de 1829:
 segundo casamento de D. Pedro I;
* 
9 de janeiro de 1822:
 Dia do Fico, quando D. Pedro I desobedeceu às ordens de Lisboa e disse que permaneceria no Brasil;
* 
13 de maio de 1822:
 quando D. Pedro I aceitou o título de defensor do Brasil;
* 
12 de outubro de 1822:
 aclamação de D. Pedro l como Primeiro Imperador do Brasil e;
* 
1º de dezembro de 1822:
 Sagração e Coroação de D. Pedro l;
* 
25 de março de 1824: 
Juramento da primeira Constituição do Império
```

### As Esculturas Indígenas
A estátua tem em seu pedestal quatro esculturas indígenas em bronze com animais e motivos decorativos, que simbolizam os quatro maiores rios brasileiros, segundo o site As Histórias dos Monumentos do Rio (2014) são eles:
- Rio Amazonas - simbolizado por uma índia com uma criança nas costas e um índio com os pés sobre um jacaré, além de uma arara;
- Rio Paraná - representado por um índio segurando uma flecha e uma índia tocando maracá próximos de uma anta, um tatu e duas grandes aves;
- Rio São Francisco  - é representado por um índio sentado perto de um tamanduá bandeira e uma capivara;
- Rio Madeira  - aparece na figura de um índio com arco e flecha, em atitude de disparar próximo a uma tartaruga, uma ave e um peixe.

### Outros Detalhes
As vinte províncias do Brasil na época estão nomeadas no friso do pedestal, com uma coroa sobre cada uma.  Na parte superior da face principal estão as armas do Império e a seguinte inscrição: “A Dom Pedro Primeiro, Gratidão dos Brasileiros”. O gradil foi instalado em 1865, lembrando que desde a sua inauguração até esta data o mesmo não existia. A pavimentação entre o gradil e o monumento é em mármore, que resulta em um desenho com formato octogonal. De cada quina do gradil, ergue-se uma coluna artisticamente ornada, que sustenta um lampião a gás, com uma coroa no topo. Além disso, a estátua de D. Pedro I é ladeada nas laterais por dois grandes mosaicos do brasão imperial em calçamento de pedras portuguesas.